# Il Corriere Sestrese
Il Corriere Sestrese è stato un giornale locale pubblicato a Sestri Ponente, un quartiere di Genova, Italia. Fondata il 27 ottobre 1906 e diretta da Giorgio Bronzi, la testata è stata una parte significativa della vita locale per molti anni.

## Storia
Il giornale ha visto la luce nel 1906, con sede in via Antonio Travi, 18, presentandosi come un settimanale "politico amministrativo pel mandamento di Sestri". Tra i collaboratori di spicco figuravano l'intellettuale e umanista Fabio da Persico e il sindacalista Lodovico Calda. Tuttavia, nel 1907, il giornale sospese le pubblicazioni, e le copie originali sono tuttora conservate presso la Biblioteca Nazionale di Firenze.
Nel 1999, il giornale rinacque come un "mensile di informazione, attualità, sport e curiosità locali" grazie alla Pedrina Edizioni di Emilia Maria Parodi. Questa rinascita trasformò la testata in un'entità libera, ironica e indipendente, che si poneva al servizio della cittadinanza. La redazione era caratterizzata da una varietà di vignettisti, fotografi e reporter con convinzioni plurali.
Negli anni, Il Corriere Sestrese divenne un importante punto di riferimento per la comunità ligure. Il giornale si distinse per la sua lotta civile, che culminò nella vittoria nel 2015, in difesa della salute e dell'ambiente contro la costruzione di un inceneritore nella discarica di Scarpino sulle alture di Sestri Ponente.
Lo storico periodico fu notevole anche per il fatto di non aver mai beneficiato di finanziamenti pubblici. Nel 2006, in occasione del suo centenario, fu posta una targa commemorativa in ardesia presso i locali della Società Operaia Cattolica S.S. Pietro e Paolo di via A. Travi, 64r.
Il giornale trattò una vasta gamma di temi, dall'inquinamento e dalla gestione dei rifiuti alla politica, all'arte e agli sport come calcio e ciclismo. Addirittura, inviò un proprio corrispondente al seguito del Giro d'Italia.
Il Corriere Sestrese, dopo un restyling grafico e il passaggio alla tipografia B.N. Marconi, chiuse definitivamente il 27 gennaio 2016.

## Eredità
Il Corriere Sestrese ha lasciato un'impronta significativa nella storia del giornalismo locale a Genova e ha contribuito in modo sostanziale alla comunità di Sestri Ponente. La sua lotta per la giustizia ambientale e la sua vocazione alla libertà di stampa rimangono parte integrante della sua eredità.